# Латки
Ла́тки (словац. Látky) — село в окрузі Детва Банськобистрицького краю Словаччини. Площа села 45,74 км². Станом на 31 грудня 2015 року в селі проживала 561 людина.

## Географія
Протікають річки Хохольна і Смольна.

## Історія
Перші згадки про село датуються 1730 роком.

## Населення
| Рік:            | 1994. | 2004.    | 2014.   | 2024.   |
| --------------- | ----- | -------- | ------- | ------- |
| Кількість осіб: | 732   | 582      | 569     | 537     |
| Різниця:        |       | -20,49 % | -2,23 % | -5,62 % |

| Рік:            | 2023. | 2024.   |
| --------------- | ----- | ------- |
| Кількість осіб: | 543   | 537     |
| Різниця:        |       | -1,10 % |